# Marcelo Morales (calciatore 2003)
Marcelo Ariel Morales Suárez (San Miguel, 6 giugno 2003) è un calciatore cileno, difensore dell'N.Y. Red Bulls.

## Carriera

### Club
Cresciuto nel settore giovanile dell'Universidad de Chile, ha esordito tra i professionisti il 29 ottobre 2020, nella partita di campionato persa per 1-0 contro l'Universidad de Concepción; il 10 giugno 2021, dopo essere stato inserito nella rosa della prima squadra, firma il primo contratto con La U, valido fino al 2024.
Il 6 febbraio 2025 viene ceduto a titolo definitivo al N.Y. Red Bulls.

### Nazionale
Nel 2023 è stato convocato dalla nazionale Under-20 cilena per il Campionato sudamericano di categoria.
Il 10 ottobre 2024 esordisce in nazionale maggiore nella sconfitta interna contro il Brasile (1-2).

## Statistiche

### Presenze e reti nei club
Statistiche aggiornate al 6 febbraio 2025.
| Stagione                    | Squadra                     | Campionato                  | Campionato | Campionato | Coppe nazionali | Coppe nazionali | Coppe nazionali | Coppe continentali | Coppe continentali | Coppe continentali | Altre coppe | Altre coppe | Altre coppe | Totale | Totale |
| Stagione                    | Squadra                     | Comp                        | Pres       | Reti       | Comp            | Pres            | Reti            | Comp               | Pres               | Reti               | Comp        | Pres        | Reti        | Pres   | Reti   |
| --------------------------- | --------------------------- | --------------------------- | ---------- | ---------- | --------------- | --------------- | --------------- | ------------------ | ------------------ | ------------------ | ----------- | ----------- | ----------- | ------ | ------ |
| 2020                        | Universidad de Chile        | PD                          | 1          | 0          | -               | -               | -               | CL                 | -                  | -                  | -           | -           | -           | 1      | 0      |
| 2021                        | Universidad de Chile        | PD                          | 27         | 0          | CC              | 1               | 0               | CL                 | 1                  | 0                  | -           | -           | -           | 29     | 0      |
| 2022                        | Universidad de Chile        | PD                          | 20         | 0          | CC              | 4               | 0               | -                  | -                  | -                  | -           | -           | -           | 24     | 0      |
| 2023                        | Universidad de Chile        | PD                          | 21         | 0          | CC              | 2               | 1               | -                  | -                  | -                  | -           | -           | -           | 23     | 1      |
| 2024                        | Universidad de Chile        | PD                          | 27         | 1          | CC              | 6               | 0               | -                  | -                  | -                  | -           | -           | -           | 24     | 0      |
| Totale Universidad de Chile | Totale Universidad de Chile | Totale Universidad de Chile | 96         | 1          |                 | 14              | 1               |                    | 1                  | 0                  |             | -           | -           | 111    | 2      |
| 2025                        | N.Y. Red Bulls              | MLS                         | -          | -          | USOC            | -               | -               |                    | -                  | -                  | LC          | -           | -           | -      | -      |
| Totale carriera             | Totale carriera             | Totale carriera             | 96         | 1          |                 | 14              | 1               |                    | 1                  | 0                  |             | -           | -           | 111    | 2      |

### Cronologia presenze e reti in nazionale
| Cronologia completa delle presenze e delle reti in nazionale ― Cile | Cronologia completa delle presenze e delle reti in nazionale ― Cile | Cronologia completa delle presenze e delle reti in nazionale ― Cile | Cronologia completa delle presenze e delle reti in nazionale ― Cile | Cronologia completa delle presenze e delle reti in nazionale ― Cile | Cronologia completa delle presenze e delle reti in nazionale ― Cile | Cronologia completa delle presenze e delle reti in nazionale ― Cile | Cronologia completa delle presenze e delle reti in nazionale ― Cile |
| Data                                                                | Città                                                               | In casa                                                             | Risultato                                                           | Ospiti                                                              | Competizione                                                        | Reti                                                                | Note                                                                |
| ------------------------------------------------------------------- | ------------------------------------------------------------------- | ------------------------------------------------------------------- | ------------------------------------------------------------------- | ------------------------------------------------------------------- | ------------------------------------------------------------------- | ------------------------------------------------------------------- | ------------------------------------------------------------------- |
| 11-10-2024                                                          | Santiago del Cile                                                   | Cile                                                                | 1 – 2                                                               | Brasile                                                             | Qual. Mondiali 2026                                                 | -                                                                   | 65’                                                                 |
| 15-10-2024                                                          | Barranquilla                                                        | Colombia                                                            | 4 – 0                                                               | Cile                                                                | Qual. Mondiali 2026                                                 | -                                                                   | 46’                                                                 |
| Totale                                                              |                                                                     | Presenze                                                            | 2                                                                   |                                                                     | Reti                                                                | 0                                                                   |                                                                     |